# Symphypyga sargingobica
Symphypyga sargingobica är en insektsart som beskrevs av Dlabola 1966. Symphypyga sargingobica ingår i släktet Symphypyga och familjen dvärgstritar. Inga underarter finns listade i Catalogue of Life.